# 休屠王

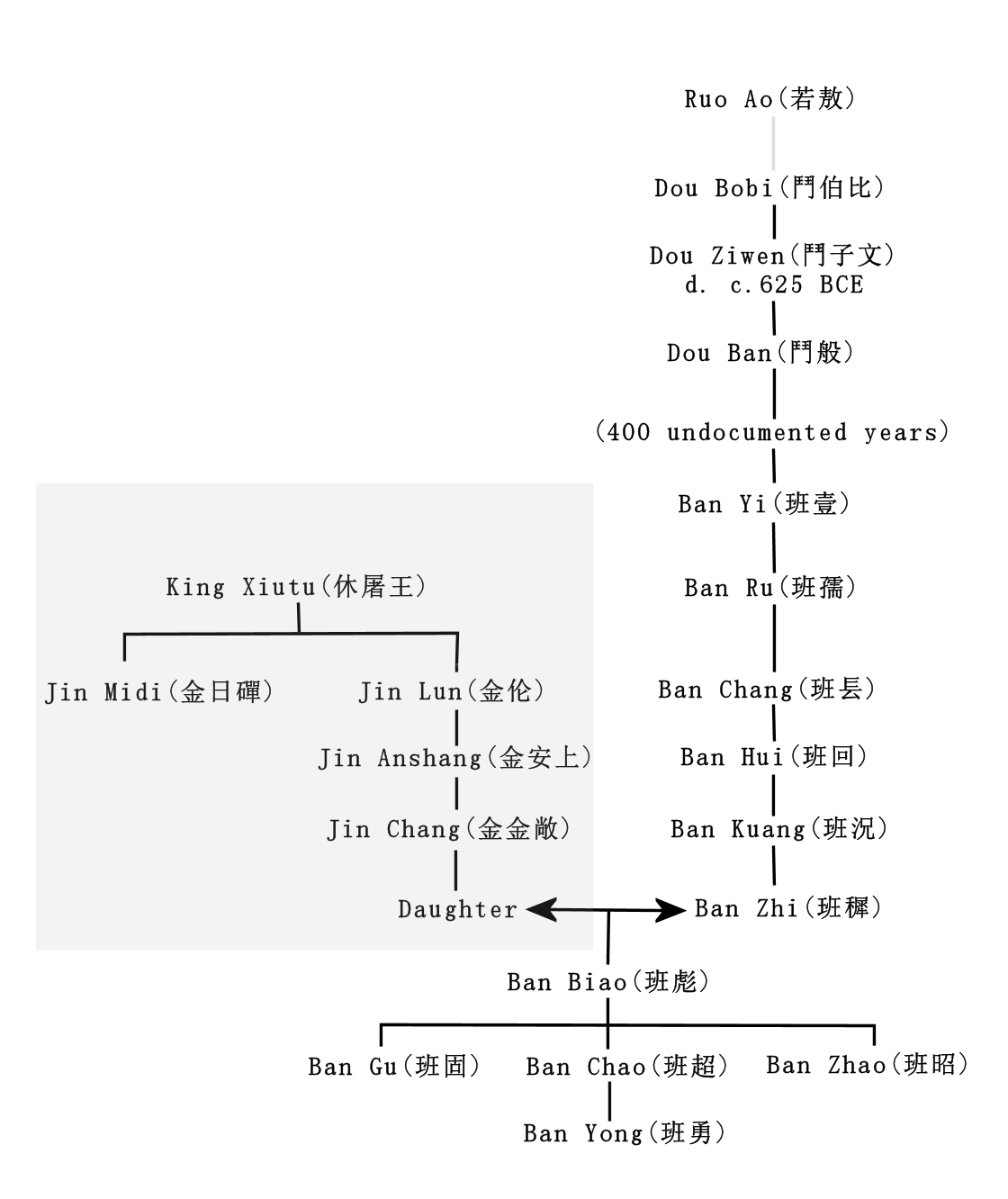
休屠王及班超家族世系圖

休屠王是《史記》中記載的匈奴王族之一。其部族在被漢朝擊敗之後，歸附漢朝，大部分成為漢朝附庸，但在投降過程中，休屠王被渾邪王所殺害。休屠王可能是希臘-巴克特里亞王國歐西德莫斯王朝王室的後裔。

## 歷史
休屠王與渾邪王的領土居於匈奴右翼，同受匈奴右賢王管理。休屠王統治區域，原於武威郡姑臧县一帶。當地有休屠澤（在内蒙古阿拉善旗內。也稱為「哈拉泊」），漢朝時置休屠縣。現存休屠王城故址，姑臧也被称为王者之城。
前121年（元狩2年），渾邪王與休屠王遭霍去病擊敗，丧师数万，失“祭天金人”。恐匈奴单于治罪，渾邪王與休屠王投降漢朝，休屠王被渾邪王所殺，渾邪王併其部眾。
休屠王領土被建為武威郡，渾邪王與休屠王部落被分散至隴西郡、北地郡、上郡、朔方郡、雲中郡等五郡之外，稱為五屬國，汉置都尉、丞、侯等官。妻、儿没入官，输黄门养马。其子金日磾後成為漢朝官員。

## 考證
休屠部是匈奴右翼中最早建立王庭的部族。休屠王的祭天金人是何物不詳。後世多認為可能是佛像，若此說成立，則佛教可能是經由休屠王部落傳入中國。但學者湯用彤指出匈奴敬天神，而史料明確說明金人是用來祭天的，因此「祭天金人是佛像」的說法並不可信。
休屠部的祖先可能是被稱為不屠何或屠何的東胡部落。也有學者認為渾邪與休屠二部皆源自義渠。
學者Lucas Christopoulos主張休屠王是希臘-巴克特里亞王國歐西德莫斯王朝王室的後裔，「休屠」在希臘語中為「救贖者」（希臘語：Σωτήρ）之意。休屠王的兩個兒子日磾、倫，其對應的希臘語名字分別為季米特里奧斯（Δημήτριος）、利奧（λέων）。而史料中對祭天金人的描述與保薩尼亞斯所描述的奧林匹亞宙斯神像很相似，因此祭天金人可能是宙斯的金製神像。
中華人民共和國學者陳勇認為，在東漢被稱為休屠各或屠各的南匈奴部族，為休屠王所屬部落的後代。